# Hiéroglyphe égyptien A17
Pour les articles homonymes, voir Enfant (homonymie).
Le hiéroglyphe égyptien A17 (enfant assis doigt à la bouche) est classifié dans la section A « L'Homme et ses occupations » de la liste de Gardiner ; il y est noté A17.

## Représentation
Il représente un enfant assis de profil portant un doigt à sa bouche.

## Utilisation
C'est un déterminatif du champ lexical de la jeunesse et de l'enfance.
| A3 |

| A3 |

| X · r | d | A17 | A1 |

| X · r | d | A17 | A1 |

« enfant, être un enfant, rajeunir, renaître, se renouveler, redevenir jeune ».

## Exemples de mots
| nfr | f · r | w | A17 · Z2 |

| nfr | f · r | w | A17 · Z2 |

| xA | A | A17 | G37 |

| xA | A | A17 | G37 |

| i | d | A17 |

| i | d | A17 |